# Strembo
Strembo (Stremp in dialetto locale) è un comune italiano di 582 abitanti della provincia di Trento bagnato dal fiume Sarca. All'interno del territorio comunale ricadono alcune delle cascate della Val di Genova.

## Storia

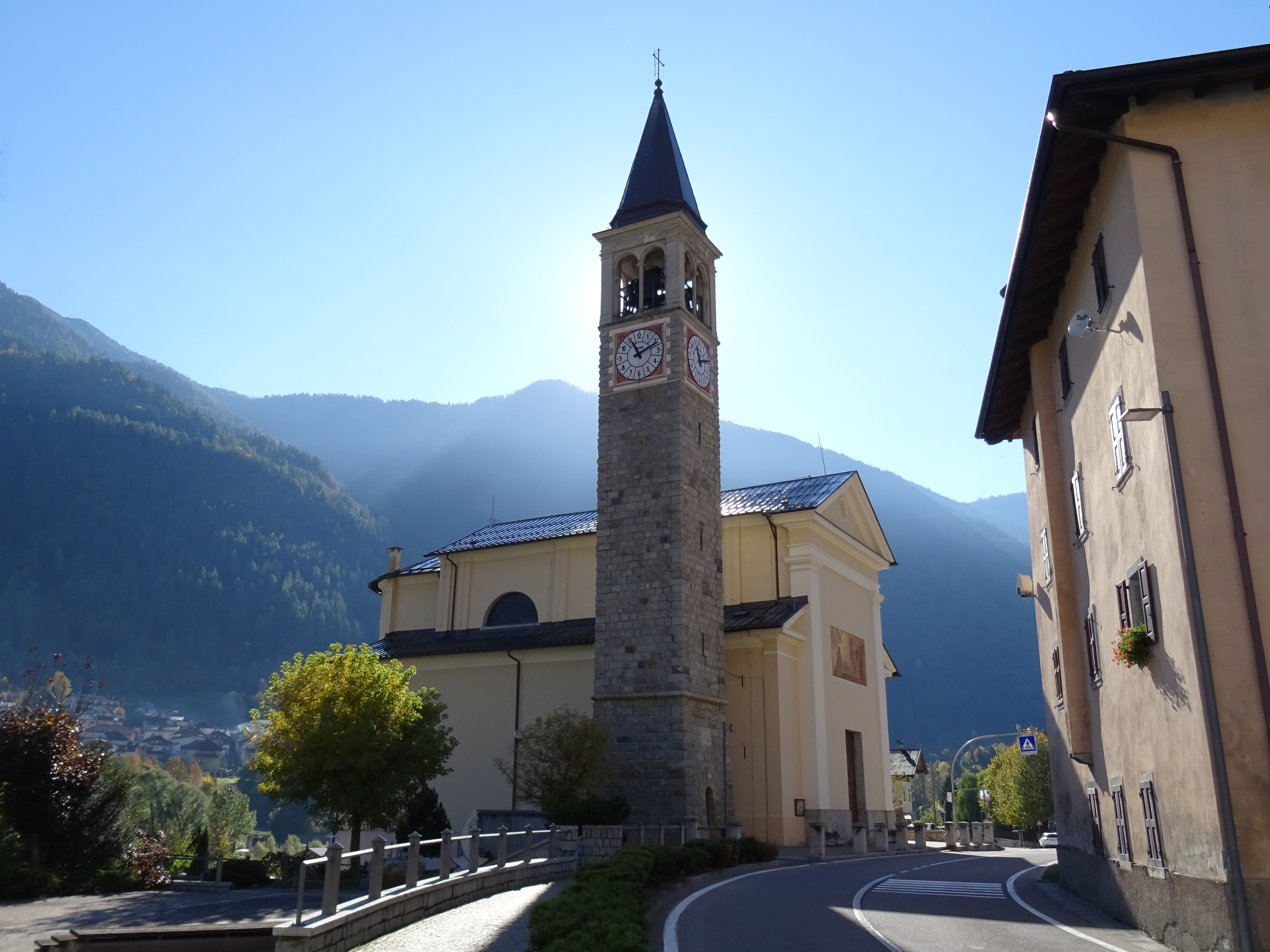
Scorcio con la chiesa di San Tommaso

Nel 1928, durante il periodo il fascista, al comune di Strembo sono stati aggregati quelli soppressi di Bocenago e Caderzone. Nel 1947 si sono poi distaccati per ricostituire i territori originali.

### Simboli
Lo stemma e il gonfalone sono stati concessi con regio decreto del 3 aprile 1930.
Il gonfalone è un drappo interzato in palo di giallo, di verde e di giallo.

## Monumenti e luoghi d'interesse
- Chiesa della Madonna della Neve, edificata in località Ragada in Val di Genova nel 1950-51.
- Chiesa di San Tommaso, attestata nel 1381 fu ricostruita nell'Ottocento.
- L’Haflinger di Strembo – schianto di Cavallo è una scultura situata presso il paese di Strembo, all’interno del parco Giorgio Ducoli.  L’idea della realizzazione è nata dall’Associazione Culturale Strembo e Tradizione. Si voleva dedicare al paese e alla Val Rendena un’attrazione in cui potessero rispecchiarsi. Il cavallo Haflinger era in passato per l’agricoltura della zona il trattore dei nostri giorni. Oggi è diventato un’attrazione turistica. L’idea di creare un’opera eticamente connessa alla natura, al suo rispetto, al suo intelligente connubio con l’uomo, al suo ciclo di vita, ha fatto sì che si scegliesse l’artista Martalar. La statua è stata creata recuperando le radici degli alberi spezzati dalla tempesta Vaia. Si è scelto l’essenza di larice perché il colore è simile a quello sauro dell'haflinger ma anche perché molto resistente, proprio come l’haflinger. La ricerca di tali radici, circa una ventina,  è durata più di un anno, provengono da diverse zone delle Giudicarie, a partire da Madonna di Campiglio sino a Storo. Per avere un effetto pelo di cavallo le radici sono state sfibrate meccanicamente. La scelta di posizionare la statua nel Parco Girogio Ducoli è perché è facilmente raggiungibile a piedi ed in bicicletta dalla pista ciclabile. La durata della statua è stata stimata da un minimo di 10 anni ad un massimo di 20, dopodiché la natura si riprenderà ciò che ha creato e ciò che l’uomo ha saputo valorizzare.

## Società

### Evoluzione demografica
Abitanti censiti

## Amministrazione
| Periodo           | Periodo           | Primo cittadino    | Partito      | Carica  | Note |
| ----------------- | ----------------- | ------------------ | ------------ | ------- | ---- |
| 20 novembre 2009  | 14 novembre 2015  | Guido Botteri      | Lista civica | Sindaco |      |
| 15 novembre 2015  | 21 settembre 2020 | Guido Botteri      | Lista civica | Sindaco |      |
| 22 settembre 2020 | in carica         | Manuel Dino Gritti | Lista civica | Sindaco |      |